# Nødager Kirke
Nødager Kirke er en af de 9 kridtstenskirker på Djursland.. Den 850 år gamle kirke er bygget i perioden 1125-75. Kridtstenene stammer fra en kalkformation på Djursland, der er synlig i kystklinterne Sangstrup Klint  og Karlby Klint ud til Kattegat nord for Grenaa. Stenene blev fragtet til Nødager, en landsby på det centrale Djursland i Østjylland, med skib. Det foregik ned langs Djurslands kyst, og ind gennem Kolindsund, der skærer sig ind i halvøen, Djursland, fra Kattegat og 30 km ind i landet. Senere i middelalderen sandede indløbet til, og Kolindsund var en sø i nogle århundreder, indtil et afvandingsprojekt i 1870 omdannede søen til landbrugsjord.

## Arkitektur
Nødager Kirke ligner 95 pct. af danske landsbykirker, hvilket peger i retning af at en central dansk ide om, hvordan landsbykirker skulle se ud, allerede lå fast for 850 år siden. Grundkirken er en romansk kridtstensbygning, der oprindeligt bestod af skib og kor uden tårn. Den hvidkalkede kirke med blotlagte granitsten her og der, er forsynet med blytag. Kirken har senere fået tilføjet et tårn mod vest og våbenhus mod syd. Det sidste med tegltag.  
Nødager Kirke i Nødager Sogn ligger på Djursland i Syddjurs Kommune.
- Nødager Kirke set fra sydvest
- Dørparti med billedmotiv i sten
- Synlige granitsten danner et spil i hvidkalket murværk
- Nødager Kirke er bygget af kridt/ kalksten fra denne formation ved Sangstrup Klint nord for Grenaa